# Водице при Габровки
Водице при Габровки (словен. Vodice pri Gabrovki) су насељено место у општини Литија, Засавска регија, Словенија.

## Историја
До територијалне реорганизације у Словенији биле су у саставу старе општине Литија.

## Становништво
У попису становништва из 2011. године, Водице при Габровки имале су 42 становника.
| Број становника према пописима | Број становника према пописима | Број становника према пописима |
| ------------------------------ | ------------------------------ | ------------------------------ |
| 1991                           | 2002                           | 2011                           |
| 47                             | 41                             | 42                             |

Напомена: До 1953. исказивано под именом Водице.